# Rol Único Nacional
El Rol Único Nacional, conocido también por el acrónimo RUN, es el número identificatorio único e irrepetible que posee todo chileno, residente o no en Chile, y todo extranjero que permanezca, temporal o definitivamente, con una visa distinta a la visa de turista en dicho país.
El organismo encargado de otorgar el RUN es el Servicio de Registro Civil e Identificación, que lo otorga a los nacidos en Chile al momento de la inscripción de su nacimiento en los repertorios respectivos. En los demás casos, se otorga el RUN al momento de solicitar la cédula de identidad, documento de porte obligatorio para los mayores de 18 años. El RUN era, hasta septiembre de 2013, el número de pasaporte chileno. En la actualidad no necesariamente coincide.

## Historia
Luego de un periodo inicial en que fue incorporado en las cédulas de identidad emitidas en Santiago desde julio de 1970, el Rol Único Nacional fue establecido oficialmente mediante el decreto 18 del 13 de marzo de 1973, y comenzó a ser otorgado de forma oficial a los ciudadanos desde el 1 de julio de dicho año. Su creación estuvo a cargo de una Comisión Coordinadora que estudiaría la implantación de un Sistema de Computación Nacional para los registros de identidad; dicha comisión fue disuelta el 29 de enero de 1979 y sus funciones fueron asumidas por la Comisión de Refiliación Nacional, que había sido instaurada el 13 de diciembre de 1977.
Desde 1984 el RUN se otorga siguiendo un orden correlativo, por lo tanto es muy posible que, en la actualidad, una persona con un RUN menor sea de mayor edad, dado que la mayor parte de los RUN proviene de inscripciones de nacimiento. Para los nacidos antes de 1984, el RUN se asignaba al momento de sacar la cédula nacional de identidad o el pasaporte, es por ello que los RUN inferiores a 12 millones no son correlativos a la edad de las personas.

## Características
Las personas jurídicas —tales como empresas, organismos internacionales, oficinas fiscales, ONG, etc.— cuentan con un número identificatorio similar, el Rol Único Tributario (RUT), el cual es asignado por el Servicio de Impuestos Internos (SII) a solicitud del interesado. El RUN es también el Rol Único Tributario de las personas naturales.
El RUN y el RUT constan de dos partes separadas por un guion: el número correlativo y el dígito verificador o DV. El DV consta de un dígito que va del 0 (cero) al 9 (nueve) o la letra K, que se obtiene a partir del correlativo mediante el cómputo de un algoritmo. El DV valida el RUN o RUT, dado que este número puede tener un único dígito verificador; así se evitan errores de digitación y engaños.
Normalmente, tanto en el RUN como en el RUT se usan puntos separadores de miles, de modo que obedecen al siguiente formato: XX.XXX.XXX-Y, donde X es un dígito e Y es dígito o la letra K.